# Alvaradoia
Alvaradoia là một chi bướm đêm thuộc họ Noctuidae.

## Các loài
- Alvaradoia numerica (Boisduval, 1840)